# Glyptomorpha formidabilis
Glyptomorpha formidabilis är en stekelart som först beskrevs av Marshall 1897.  Glyptomorpha formidabilis ingår i släktet Glyptomorpha och familjen bracksteklar. Inga underarter finns listade i Catalogue of Life.